# Draba aurea
Draba aurea là một loài thực vật có hoa trong họ Cải. Loài này được Vahl ex Hornem. mô tả khoa học đầu tiên năm 1806.